# Fuirena welwitschii
Fuirena welwitschii är en halvgräsart som beskrevs av Henry Nicholas Ridley. Fuirena welwitschii ingår i släktet Fuirena och familjen halvgräs. Inga underarter finns listade i Catalogue of Life.